# Wladimir Petrowitsch Skulatschow
Wladimir Petrowitsch Skulatschow (russisch Владимир Петрович Скулачёв; * 21. Februar 1935 in Moskau; † 5. Februar 2023) war ein russischer Biochemiker und Hochschullehrer.

## Leben
Skulatschow studierte an der Fakultät für Biologie und Bodenkunde der Lomonossow-Universität Moskau mit Abschluss 1957. Dort arbeitete er seit 1960. Ab 1965 leitete er die Abteilung für Bioenergetik des Interfakultätslaboratoriums für Bioorganische Chemie, dessen Leiter er 1973 wurde. 1969 wurde er zum Doktor der biologischen Wissenschaften promoviert. 1974 wurde er als korrespondierendes Mitglied in die Akademie der Wissenschaften der UdSSR (AN-SSSR) gewählt.
1990 wurde Skulatschow Wirkliches Mitglied der AN-SSSR. 1991 wurde das Interfakultätslaboratorium für Bioorganische Chemie das Beloserski-Institut für physikalisch-chemische Biologie mit Skulatschow als Direktor. 1996 hielt Skulatschow die LII. Mendelejew-Vorlesung über polyfunktionale Materialien für Molekularelektronik. 2002 gründete Skulatschow in der Lomonossow-Universität die Fakultät für Bioengineering und Bioinformatik, deren Dekan er seitdem war. 2003 wurde er Professor am Lehrstuhl für Bioengineering.
Skulatschow war Mitglied der Russischen Akademie der Naturwissenschaften und der Academia Europaea (1991). Er war Präsident des Klubs der russischen Mitglieder der Academia Europaea, der Allrussischen Biochemischen Gesellschaft und der Bioenergetik-Organisation Russlands. 2005 verlieh ihm die Universität Vilnius die Ehrendoktorwürde. Er war Hauptherausgeber der Biochimija und Mitherausgeber der Biofisika und der Molekuljarnaja Biologija.
Im Mittelpunkt der wissenschaftlichen Arbeit Skulatschows standen die Mechanismen der biologischen Oxidation, die Oxidative Phosphorylierung und die Umwandlung von chemischer Energie in elektrische Energie an Membranen von Mitochondrien. Ab 2005 leitete er ein Projekt zur Entwicklung eines Anti-Aging-Präparats auf der Basis mitochondrialer Antioxidantien.
2017 war Skulatschow einer der Preisträger des Demidow-Preises. Im selben Jahr trat er in die Gesellschaftliche Kammer der Russischen Föderation ein.
Skulatschow war verheiratet und hatte zwei Kinder: Tatjana (* 1964, Philologin) und Maxim (* 1973, Molekularbiologe).
Er starb am 5. Februar 2023 im Alter von 87 Jahren.

## Ehrungen
- Preis des Komsomol im Bereich Wissenschaft und Technik (1967)
- A.-N.-Bach-Preis der AN-SSSR (1972)
- Orden des Roten Banners der Arbeit (1972)
- Staatspreis der UdSSR (1975)
- Orden der Ehre (1996)[6]
- Verdienstorden für das Vaterland IV. Klasse (2005)[7]
- Orden der Freundschaft (2013)[8]